# Ibiraci
Ibiraci este un oraș în Minas Gerais (MG), Brazilia.